# Hundshof (Aufseß)
Hundshof ist ein Gemeindeteil der Gemeinde Aufseß im Landkreis Bayreuth (Oberfranken, Bayern). Hundshof liegt in der Gemarkung Sachsendorf.

## Geografie
Die Einöde Hundshof befindet sich etwa dreieinhalb Kilometer nordnordöstlich von Aufseß und liegt auf einer Höhe von 437 Metern.

## Geschichte
Durch das zu Beginn des 19. Jahrhunderts im Königreich Bayern erlassene Gemeindeedikt wurde der Ort zu einem Bestandteil der Ruralgemeinde Sachsendorf. Im Zuge der Gebietsreform in Bayern wurde 1971 Hundsdorf zusammen mit der Gemeinde Sachsendorf nach Neuhaus eingemeindet. Im Jahr 1978 erfolgte dann die Inkorporation der vergrößerten Gemeinde Neuhaus in die Gemeinde Aufseß.

## Verkehr
Die Anbindung an das öffentliche Straßennetz wird durch eine Gemeindestraße hergestellt, die in Sachsendorf in die Staatsstraße 2189 einmündet.